# Rövidpályás gyorskorcsolya az 1988. évi téli olimpiai játékokon
Az 1988. évi téli olimpiai játékokon a rövidpályás gyorskorcsolya versenyszámainak a Max Bell Arena adott otthon, Calgaryban. A sportág bemutató sportágként szerepelt a programban.

## Éremtáblázat
(A rendező nemzet csapata eltérő háttérszínnel, az egyes számoszlopok legmagasabb értéke, vagy értékei vastagítással kiemelve.)
| Az 1988. évi téli olimpiai játékok éremtáblázata rövidpályás gyorskorcsolyában | Az 1988. évi téli olimpiai játékok éremtáblázata rövidpályás gyorskorcsolyában | Az 1988. évi téli olimpiai játékok éremtáblázata rövidpályás gyorskorcsolyában | Az 1988. évi téli olimpiai játékok éremtáblázata rövidpályás gyorskorcsolyában | Az 1988. évi téli olimpiai játékok éremtáblázata rövidpályás gyorskorcsolyában | Olimpia  |
|                                                                                | Nemzet                                                                         | Arany                                                                          | Ezüst                                                                          | Bronz                                                                          | Összesen |
| 1.                                                                             | Hollandia (NED)                                                                | 2                                                                              | 2                                                                              | 1                                                                              | 5        |
| 2.                                                                             | Dél-Korea (KOR)                                                                | 2                                                                              | 0                                                                              | 0                                                                              | 2        |
| 2.                                                                             | Nagy-Britannia (GBR)                                                           | 2                                                                              | 0                                                                              | 0                                                                              | 2        |
|                                                                                |                                                                                |                                                                                |                                                                                |                                                                                |          |
| 4.                                                                             | Kanada (CAN)                                                                   | 1                                                                              | 6                                                                              | 3                                                                              | 10       |
| 5.                                                                             | Olaszország (ITA)                                                              | 1                                                                              | 1                                                                              | 2                                                                              | 4        |
| 6.                                                                             | Japán (JPN)                                                                    | 1                                                                              | 1                                                                              | 1                                                                              | 3        |
| 7.                                                                             | Kína (CHN)                                                                     | 1                                                                              | 0                                                                              | 2                                                                              | 3        |
|                                                                                |                                                                                |                                                                                |                                                                                |                                                                                |          |
| 8.                                                                             | Franciaország (FRA)                                                            | 0                                                                              | 0                                                                              | 1                                                                              | 1        |
|                                                                                |                                                                                |                                                                                |                                                                                |                                                                                |          |
| Összesen                                                                       | Összesen                                                                       | 10                                                                             | 10                                                                             | 10                                                                             | 30       |

## Érmesek

### Férfi
| Az 1988. évi téli olimpiai játékok érmesei férfi rövidpályás gyorskorcsolyában | Az 1988. évi téli olimpiai játékok érmesei férfi rövidpályás gyorskorcsolyában        | Az 1988. évi téli olimpiai játékok érmesei férfi rövidpályás gyorskorcsolyában | Az 1988. évi téli olimpiai játékok érmesei férfi rövidpályás gyorskorcsolyában       | Az 1988. évi téli olimpiai játékok érmesei férfi rövidpályás gyorskorcsolyában | Az 1988. évi téli olimpiai játékok érmesei férfi rövidpályás gyorskorcsolyában    | Az 1988. évi téli olimpiai játékok érmesei férfi rövidpályás gyorskorcsolyában |
| ------------------------------------------------------------------------------ | ------------------------------------------------------------------------------------- | ------------------------------------------------------------------------------ | ------------------------------------------------------------------------------------ | ------------------------------------------------------------------------------ | --------------------------------------------------------------------------------- | ------------------------------------------------------------------------------ |
| Versenyszám                                                                    | Arany                                                                                 | Arany                                                                          | Ezüst                                                                                | Ezüst                                                                          | Bronz                                                                             | Bronz                                                                          |
| 500 méter                                                                      | Wilf O'Reilly · Nagy-Britannia (GBR)                                                  | 44,80                                                                          | Mario Vincent · Kanada (CAN)                                                         | 45,15                                                                          | Isihara Tacujosi · Japán (JPN)                                                    | 45,37                                                                          |
| 1000 méter                                                                     | Wilf O'Reilly · Nagy-Britannia (GBR)                                                  | 1:33,44                                                                        | Michel Daignault · Kanada (CAN)                                                      | 1:33,66                                                                        | Marc Bella · Franciaország (FRA)                                                  | 1:34,45                                                                        |
| 1500 méter                                                                     | Kim Kihun · Dél-Korea (KOR)                                                           | 2:26,68                                                                        | Louis Grenier · Kanada (CAN)                                                         | 2:26,99                                                                        | Orazio Fagone · Olaszország (ITA)                                                 | 2:27,16                                                                        |
| 3000 méter                                                                     | I Csunho · Dél-Korea (KOR)                                                            | 5:21,63                                                                        | Charles Veldhoven · Hollandia (NED)                                                  | 5:22,39                                                                        | Michel Daignault · Kanada (CAN)                                                   | 5:30,68                                                                        |
| 3000 méter, váltó                                                              | Hollandia (NED) · Charles Veldhoven · Peter van der Velde · Jaco Mos · Richard Suyten | 7:29,05                                                                        | Olaszország (ITA) · Roberto Peretti · Enrico Peretti · Orazio Fagone · Hugo Herrnhof | 7:30,39                                                                        | Kanada (CAN) · Louis Grenier · Robert Dubreuil · Mario Vincent · Michel Daignault | 7:35,47                                                                        |

### Női
| Az 1988. évi téli olimpiai játékok érmesei női rövidpályás gyorskorcsolyában | Az 1988. évi téli olimpiai játékok érmesei női rövidpályás gyorskorcsolyában                           | Az 1988. évi téli olimpiai játékok érmesei női rövidpályás gyorskorcsolyában | Az 1988. évi téli olimpiai játékok érmesei női rövidpályás gyorskorcsolyában | Az 1988. évi téli olimpiai játékok érmesei női rövidpályás gyorskorcsolyában | Az 1988. évi téli olimpiai játékok érmesei női rövidpályás gyorskorcsolyában       | Az 1988. évi téli olimpiai játékok érmesei női rövidpályás gyorskorcsolyában |
| ---------------------------------------------------------------------------- | --- | ---------------------------------------------------------------------------- | ---------------------------------------------------------------------------- | ---------------------------------------------------------------------------- | ---------------------------------------------------------------------------------- | ---------------------------------------------------------------------------- |
| Versenyszám                                                                  | Arany                                                                                                  | Arany                                                                        | Ezüst                                                                        | Ezüst                                                                        | Bronz                                                                              | Bronz                                                                        |
| 500 méter                                                                    | Monique Velzeboer · Hollandia (NED)                                                                    | 48,28                                                                        | Eden Donatelli · Kanada (CAN)                                                | 48,34                                                                        | Li Jen · Kína (CHN)                                                                | 48,84                                                                        |
| 1000 méter                                                                   | Li Jen · Kína (CHN)                                                                                    | 1:39,00                                                                      | Sylvie Daigle · Kanada (CAN)                                                 | 1:41,15                                                                      | Monique Velzeboer · Hollandia (NED)                                                | 1:43,10                                                                      |
| 1500 méter                                                                   | Sylvie Daigle · Kanada (CAN)                                                                           | 2:37,61                                                                      | Monique Velzeboer · Hollandia (NED)                                          | 2:37,77                                                                      | Li Jen · Kína (CHN)                                                                | 2:37,92                                                                      |
| 3000 méter                                                                   | Sisii Eiko · Japán (JPN)                                                                               | 5:25,44                                                                      | Sylvie Daigle · Kanada (CAN)                                                 | 5:25,82                                                                      | Maria Rosa Candido · Olaszország (ITA)                                             | 5:25,89                                                                      |
| 3000 méter, váltó                                                            | Olaszország (ITA) · Maria Rosa Candido · Gabriella Monteduro · Barbara Mussio · Maria Cristina Sciolla | 4:45,88                                                                      | Japán (JPN) · Takeucsi Hiromi · Sisii Eiko · Jamada Jumiko · Jamada Nobuko   | 4:46,91                                                                      | Kanada (CAN) · Sylvie Daigle · Nathalie Lambert · Eden Donatelli · Marye Perreault | 4:49,77                                                                      |